# Rosenheimer Verlagshaus
Das Rosenheimer Verlagshaus ist ein 1911 gegründeter Buchverlag für Belletristik und Sachliteratur mit Geschäftssitz in Rosenheim.

## Geschichte
Im sächsischen Werdau gründete Oskar Meister 1911 den Meister Verlag, der anfangs hauptsächlich Volksromane verlegte. Nach dem Zweiten Weltkrieg floh Meisters Sohn Herbert Meister in den Westen und gründete in Rosenheim zusammen mit dem Grafiker Alfred Förg 1949 den Meister Verlag neu. Bekannt waren besonders die Heimatromane des Schriftstellers Hans Ernst.
1968 benannte der damalige Alleininhaber Alfred Förg den Verlag in Rosenheimer Verlagshaus um. Das Programm wurde um Handarbeits-, Berg- und Kunstbücher, Bavarica und Kunstbände über die Süddeutsche Malerei erweitert.
1993 übernahm Förgs Sohn Klaus G. Förg die Leitung des Verlags und begann mit einer Umstrukturierung des Hauses. Zum Programmschwerpunkt wurden Reisebildbände, teilweise vom Verleger selbst fotografiert. Reisen nach Asien führten zur Erweiterung des Rosenheimer Programms. Seit 2010 vertreibt der Verlag zusätzlich Non-Books sowie handgefertigte Schnitzkunstwerke aus Nordthailand.

## Verlagsprogramm
Der Verlag verfügt in großem Umfang über Rechte an zeitgeschichtlichen Romanen des Zweiten Weltkriegs. Einer der Schwerpunkte ist somit Literatur über Kriegsberichte. Einen weiteren Schwerpunkt bilden Veröffentlichungen über Frauenschicksale u. a. mit Geschichten über Bäuerinnen und Hebammen. Das Verlagsprogramm gliedert sich in die Kategorien Asien, Bavarica, Bewegende Schicksale, Bildband, Comic-Roman, Geschenkbuch, Gesundheit, Handarbeitsbuch, Heimatroman, Jagd, Kalender, Kochbuch, Kunst, Landfrauen, Mystisches, rosenheimerkrimi, Natur, Regionales, Reise- und Freizeitführer, Religion, Weihnachten, Zeitzeugen.
Autoren des Verlags sind unter anderen Klaus G. Förg, Nicola Förg, Wolfgang Krebs, Gabriele Weishäupl, Hans Ernst, Fritz Fenzl, Bernd Römmelt, Paul Schallweg und Roswitha Gruber.